# 인텔 80286
인텔 80286 또는 인텔 286(iAPX 286, 영어: Intel 80286, Intel 286)은 1982년에 개발된 16비트 개인용 컴퓨터 마이크로프로세서이다. 이전에 쓰이던 8086/8088 프로세서의 16비트 명령어와 호환되며, IBM PC/AT(Advanced Technology) 기종에 적용되어 1990년도 초반까지 널리 쓰였다. 클럭속도는 6MHz부터 20MHz에 이르기까지 다양하다.
80286 프로세서는 이전 8086 프로세서에 비해 같은 클럭에서 수행속도가 2배정도 향상되었다. 또한 1MB의 주기억장치(RAM) 만을 사용할 수 있었던 8086 프로세서와 달리 16MB까지의 주기억장치를 지원한다. 또한 다중작업(멀티태스킹)을 지원했고, 보호 모드를 마련해 이를 지원하는 프로그램의 경우에는 효율적으로 메모리를 사용할 수 있게 했지만 호환 문제로 널리 쓰이지는 않았다.

## 역사
인텔 최초의 80286 칩은 최대 클럭 속도 4, 6, 8 MHz로 규정되었고, 나중에 나온 출시 모델에서는 12.5 MHz도 있었다. AMD와 해리스는 나중에 20 MHz와 25 MHz 부분을 각각 생산하였다.

## 같이 보기
- IBM PC/XT(eXtra Technology)